# Mydas sarpedon
Mydas sarpedon är en tvåvingeart som beskrevs av Seguy 1928. Mydas sarpedon ingår i släktet Mydas och familjen Mydidae.
Artens utbredningsområde är Vietnam. Inga underarter finns listade i Catalogue of Life.